# Història de la penicil·lina

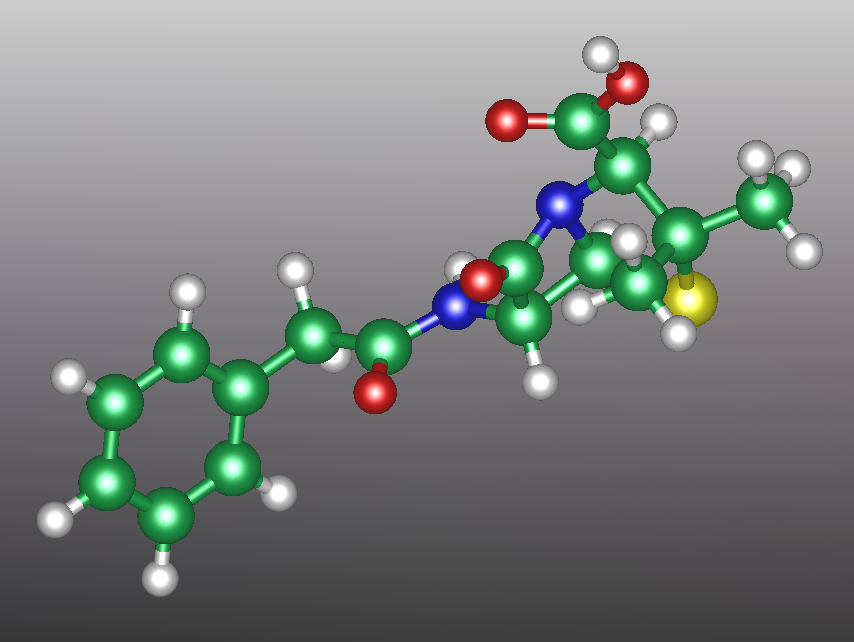
Penicil·lina, model 3D.

L'escocès Alexander Fleming va ser el primer a suggerir que el Penicillium, un tipus de floridura, havia de posseir una substància antibacterial, i va ser el primer a aïllar la substància activa que anomenava penicil·lina. Però Fleming no va ser el primer a utilitzar les seves propietats.

## Història
| Any                 | País            | Descobriment |
| ------------------- | --------------- | --- |
| Prehistòria         | Euràsia         | Se n'han descobert precedents entre els Neandertals, els malalts dels quals mastegaven fongs amb penicil·lina. |
| Antiguitat          | Grècia & Xina   | Moltes cultures antigues, incloent-hi els antics grecs i xinesos, ja utilitzaven floridures i altres plantes per tractar les infeccions. Això arribava a funcionar perquè algunes floridures produeixen substàncies antibiòtiques, tot i que no eren capaços de separar-ne el component actiu. |
| Cultura tradicional | Sèrbia i Grècia | En la cultura tradicional trobem molts remeis on la floridura està implicada. A Sèrbia i a Grècia, el pa florit era un tractament per a curar ferides i infeccions. |
| Cultura tradicional | Rússia          | Els camperols russos utilitzaven terra calent per a tractar les ferides infectades. |
| c. 150 BC           | Sri Lanka       | Abans d'embarcar-se en les seves campanyes, els soldats de l'exèrcit del rei Dutugemunu (161 a. C. - 137 a. C.) emmagatzemaven a les golfes de les seves llars, uns pastissos d'oli típics de Sri Lanka, per fer un cataplasma dels pastissos per tractar ferides. Se suposa que guardar molt de temps els pastissos d'oli tenia una doble funció, dessecant i antibacterial. |
| 1640                | Anglaterra      | La idea de l'ús de floridures com a forma de tractament sanitari era promoguda per apotecaris, com John Parkington, Botànic del Rei, que ho defensa en el seu llibre de farmacologia de 1640. |
| 1870                | Anglaterra      | Sir John Scott Burdon-Sanderson, observà que els cultius coberts amb floridura no produïen cap bacteri. |
| 1871                | Anglaterra      | Joseph Lister, un cirurgià anglès i pare d'antisèpsia moderna, impulsat per la descoberta de Burdon-Sandersons, va investigar i descriure que les mostres d'orina contaminades amb floridures no permetien el creixement de bacteris. També observava l'acció antibacterial en teixit humà del que anomenava Penicillium glaucum. A un infermer del Kings College Hospital, que tenia unes ferides que no responien a cap tractament antisèptic, se li administrà un altre remei que el va curar, i el registre de Lister recollia que s'anomenava Penicillium. |
| 1874                | Anglaterra      | William Roberts observà que la contaminació bacteriana és generalment absent en cultius de Penicillium glaucum. |
| 1875                | Anglaterra      | John Tyndall seguint els treballs de Burdon-Sanderson va demostrar a la Royal Society l'acció antibacterial del fong Penicillium. |
| 1877                | França          | Louis Pasteur i Jules François Joubert havien observat que els cultius amb bacils d'àntrax inhibien el seu creixement quan estaven contaminats amb floridures. Algunes referències indiquen que Pasteur identificava el responsable com Penicillium notatum. |
| 1887                | França          | Garré comprovà uns resultats similars. |
| 1895                | Itàlia          | Vicenzo Tiberio, a Nàpols, va obtenir extractes de floridura de Penicillium i els va injectar a animals amb bacteris virulents. Els experiments van quedar per acabar. |
| 1897                | França          | Ernest Duchesne a l'École du Service de Santé Militaire a Lió descobria pel seu compte les propietats curatives del Penicillium Glaucum, curant cobais infectats amb febre tifoide. Els resultats els va fer públics en una dissertació que va ser ignorada per l'Institut Pasteur. Duchesne es basà en els descobriments fets per nois àrabs dels estables, que utilitzaven floridures per curar les nafres dels cavalls. Ell no afirmava que la floridura contenia cap substància antibacterial; simplement constatava que la floridura d'alguna manera protegia els animals. Cal fer algunes comparacions. Duchesne curà la febre tifoide, però la penicil·lina aïllada per Fleming no cura la febre tifoide. Duchesne injectava a partir de substàncies de la floridura de Penicillium glaucum. Fleming aïllà la penicil·lina a partir de la floridura de Penicillium notatum. A més a més, el terme Penicillium glaucum s'utilitzava en aquella època per denominar diferents fongs, però no així el Penicillium notatum. Com que no s'ha conservat la mostra de Duchesne, no és possible estar segur avui quin és el fong responsable de la cura, i encara menys la substància responsable. |
| 1920                | Bèlgica         | André Gratia i Sara Dath observaren que una contaminació micòtica en un dels seus cultius estava inhibint el creixement del bacteri Staphylococcus aureus. Identificaren el fong com una espècie de Penicillium i presentaren les seves observacions amb poca atenció per part dels especialistes. |
| 1923                | Costa Rica      | Clodomiro Picado Twight, un investigador costa-riqueny de l'Institut Pasteur observà l'efecte antibiòtic del Penicillium. |
| 1928                | Regne Unit      | Fleming notificà l'observació d'una aurèola blau-verdosa que inhibia el creixement bacterial. Era d'una floridura que havia contaminat un cultiu de plaques d’Staphylococcus. Concloïa que la floridura estava alliberant una substància que inhibia el creixement bacterial. Elaborà un cultiu pur de la floridura i descobrir que era de Penicillium notatum. Amb l'ajuda d'un químic va aïllar la substància que més tard anomenaria penicil·lina. Durant els següents dotze anys, cultivà i distribuí la floridura original. Va intentar en va que algun químic prou hàbil aconseguís crear una forma estable per a la producció en sèrie. |
| 1938                | Regne Unit      | A Oxford, Howard Walter Florey organitzà el seu nombrós i especialitzat equip de recerca en bioquímica, entre els quals hi havia Ernst Boris Chain i Norman Heatley, per emprendre la immensa i innovadora tasca de produir una penicil·lina estable. Finalment això va ser possible el 1945. |
| 1942                | Unió Soviètica  | La microbiòloga Zinaïda Iermólieva aïlla una soca productora de penicil·lina, el Penicillium crustosum. |
| 1945                |                 | Fleming, Chain i Florey comparteixen el Premi Nobel de Medicina. |